# Linda G. Thompson
Ne doit pas être confondu avec Linda Thompson (chanteuse).
Linda G. Thompson, née Uebelherr (née le 21 septembre 1948 à Gersthofen) est une chanteuse allemande.

## Biographie
Linda G. Thompson publie son premier single en 1964 sous le pseudonyme "Gigi". Au milieu des années 1960, elle remplace Katharina Cornely, fille de Frank Cornely, au sein des Cornely Singers. En 1969, elle est cofondatrice de l'ensemble vocal Love Generation, qu’elle quitte en 1971.
Dans les années 1970, elle chante d'abord avec Les Humphries singers, puis en 1975 avec Penny McLean et Ramona Wulf dans Silver Convention. Les trois chanteuses ont des succès mondiaux de Get Up, Boogie et Fly Robin Fly qui prend la première place du Billboard aux États-Unis. Fin 1976, elle est remplacée dans le groupe par la new-yorkaise Rhonda Heath. En fait, tous les morceaux du premier album comme Fly Robin Fly sont chantés par Betsy Allen, Roberta Kelly, Gitta Walther, Lucy Neale et Jackie Carter.
Elle sort des singles jusqu'en 1980 en tant que soliste et en duo avec Jerry Rix. Ensemble, ils participent à la sélection de l'Allemagne pour le Concours Eurovision de la chanson 1979 avec le titre Wochenende et finissent onzième. En 1981, elle retente sa chance en 1981, cette fois en tant que chanteuse principale du quatuor féminin The Hornettes avec la chanson Mannequin et atteint la deuxième place. Le groupe est régulièrement présent dans les programmes de télévision allemands et sur les scènes de concerts nationales et internationales jusqu'au début des années 1990.
En 2010, elle participe à l’émission Un dîner presque parfait. Thompson vit à Munich, continue d'être active (également avec certains membres des Les Humphries Singers, désormais réunis) et se produit lors de galas, de réceptions et de festivals. De temps en temps, elle travaille comme styliste photo.

## Discographie
- 1964 : Dann ging das Telefon / Verliebte Geigen (single sous le nom de Gigi)
- 1972 : Mexico (Les Humphries Singers)
- 1973 : Kansas City (Les Humphries Singers)
- 1975 : Fly Robin Fly (Silver Convention)
- 1976 : Get Up and Boogie (Silver Convention)
- 1976 : Ooh What a Night
- 1978 : Du bist schuld, daß uns’re Kinder so aussehn wie Du (avec Jerry Rix)
- 1979 : Mockin’ Bird Hill
- 1979 : Wochenende (avec Jerry Rix)
- 1980 : Flight to Fantasy
- 1981 : Mannequin (The Hornettes)
- 1981 : Waikiki Tamouré (The Hornettes)

## Source de la traduction
- (de) Cet article est partiellement ou en totalité issu de l’article de Wikipédia en allemand intitulé « Linda G. Thompson » (voir la liste des auteurs).